# 大田路
大田 路（おおた みち、1995年1月23日 - ）は、日本の女優。東京都出身。太田プロダクション所属。
旧芸名は大田 恵里圭。身長156cm。血液型B型。

## 人物
趣味は藤間流日本舞踊、読書、文、脚本。
特技はダンス、どこでも寝れる事。

## 出演

### テレビドラマ
- 大河ドラマ / いだてん〜東京オリムピック噺〜（2019年、NHK総合）
- ヒロイン誕生!朝ドラな女たち P-2（2022年、NHK BSプレミアム） - 上田やすこ 役[2]
- 仮面ライダーギーツ 第10話（2022年、テレビ朝日） - 八木沼雪絵 / 仮面ライダーレター 役
- 相棒 season21 第6話（2022年、テレビ朝日） - 芸人 役
- この動画は再生できません 第3話（2022年、テレビ神奈川） - 美智子 役
- 世にも奇妙な物語’23 夏の特別編「視線」（2023年、フジテレビ） - メグミ 役
- 心霊内科医 稲生知性2 第3話・第4話（2023年、フジテレビ） - 赤崎理沙役
- 嗤う淑女 第6話（2024年8月31日、東海テレビ・フジテレビ系） - 大島美奈 役[3]

### ウェブドラマ
- The Fake Show（2018年 - 2019年、YouTube）
- おいしい毎日（2021年、LINE NEWS VISION）

### 映画
- キセキ -あの日のソビト-（2017年）
- ショートショート フィルムフェスティバルアジア2018「ブレイカーズ」（2018年）
- 触れたつもりで（2018年） - 主演・永束もも 役
- 億男（2018年）
- 十年 Ten Years Japan（2018年）
- エモーショナルレモン 旅立ちはいつもレモンの味がする、あなたはどんな味がする?（2019年）
- 優しいシャツ カナタソウタロウの旅（2019年）
- 悪魔の舞を手に入れし者（2019年）
- 復讐の鐘を打て（2020年）
- 彼方より（2020年）
- ムーダンの鈴（2020年）
- 泣く子はいねぇが（2020年）
- うそつきジャンヌ・ダルク（2021年）
- とおいらいめい（2021年）

### 舞台
- 解体されゆくアントニン・レーモンド建築 旧体育館の話（2016年）
- ドコカ遠クノ、ソレヨリ向コウ或いは、泡ニナル、風景（2016年）
- 三島由紀夫 班女（2019年）

### 広告
- 昭文社「まっぷる 夏と遊ぶ本」（2020年）
- はじめてのキャンプ（2021年）
- LINE WORKS（2021年）